# 김일성의 해외 순방 목록
이 문서는 김일성의 해외 순방 목록에 대해 다룬다. 김일성은 조선민주주의인민공화국 내각 수상(1949~1972), 주석(1972~1993)이라는 직책으로 해외 순방을 다녔다. 주로 공산주의, 사회주의 국가들만 방문하였으며, 반시온주의, 비동맹 운동의 방향성을 표방하였다.

## 1948년~1994년

### 1940년대

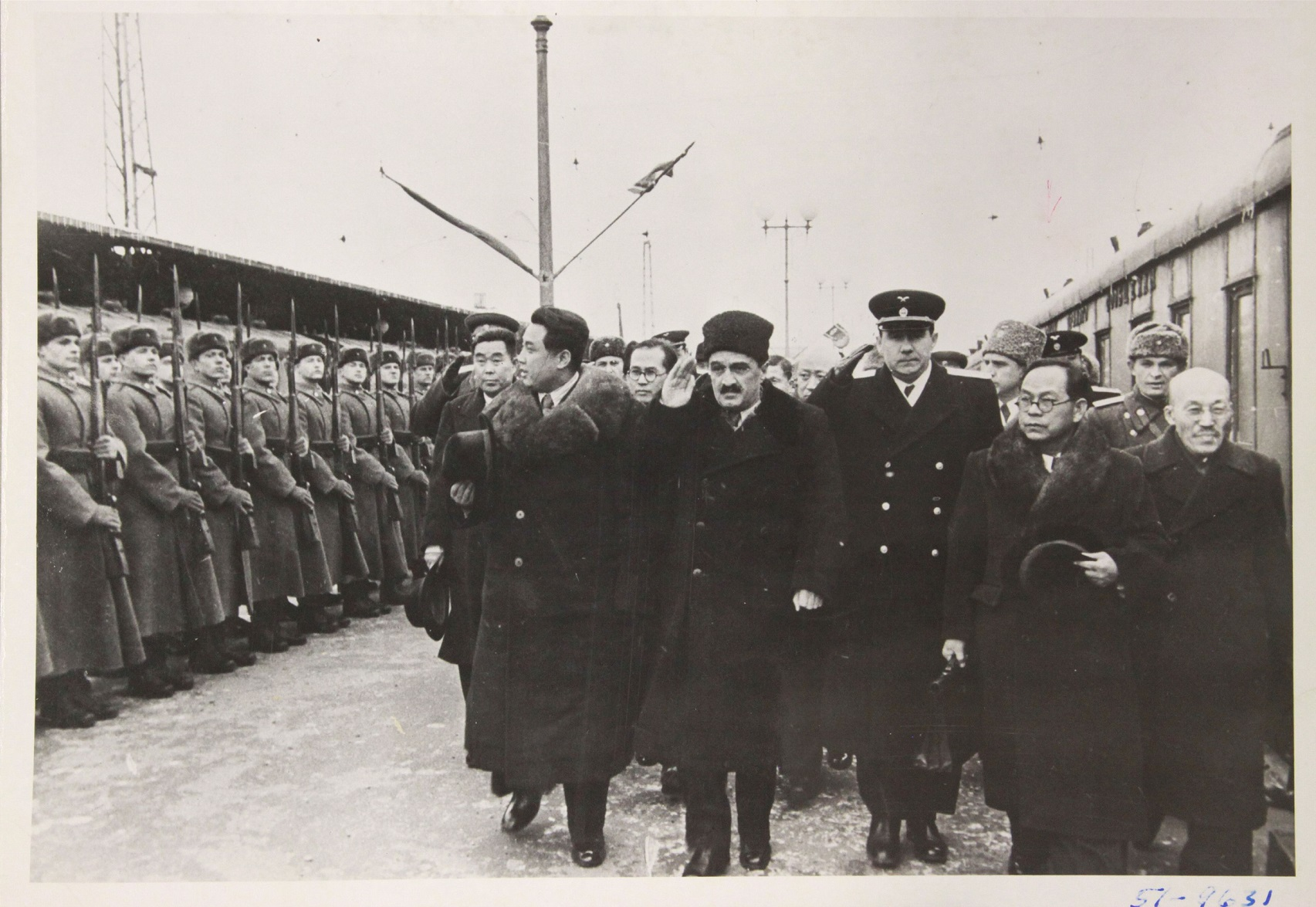
모스크바를 방문한 김일성 (1949년)

- 1949년: 소련 모스크바

### 1950년대

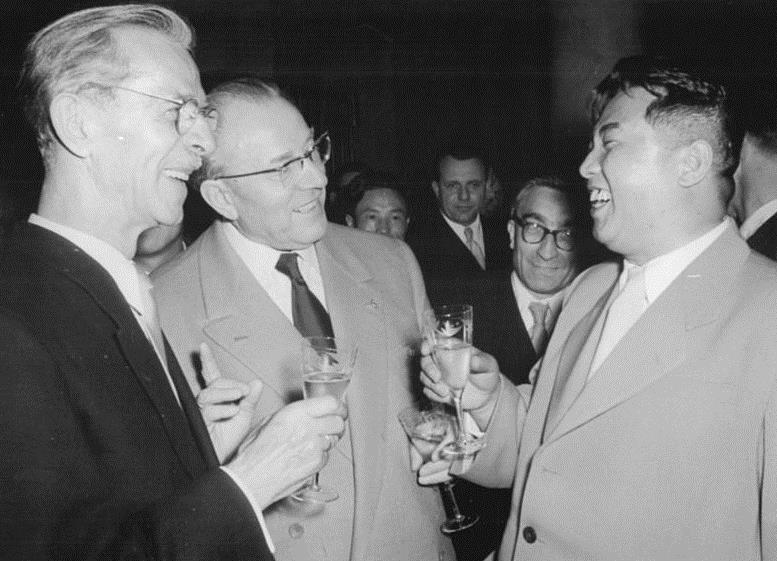
오토 그로테볼 동독 총리와 김일성 내각 수상(1956년)

- 1956년
  - 6월 1일~6일: 소련 모스크바
  - 오토 그로테볼 동독 총리와 김일성 내각 수상(1956년)6월 7일~12일: 동독 동베를린

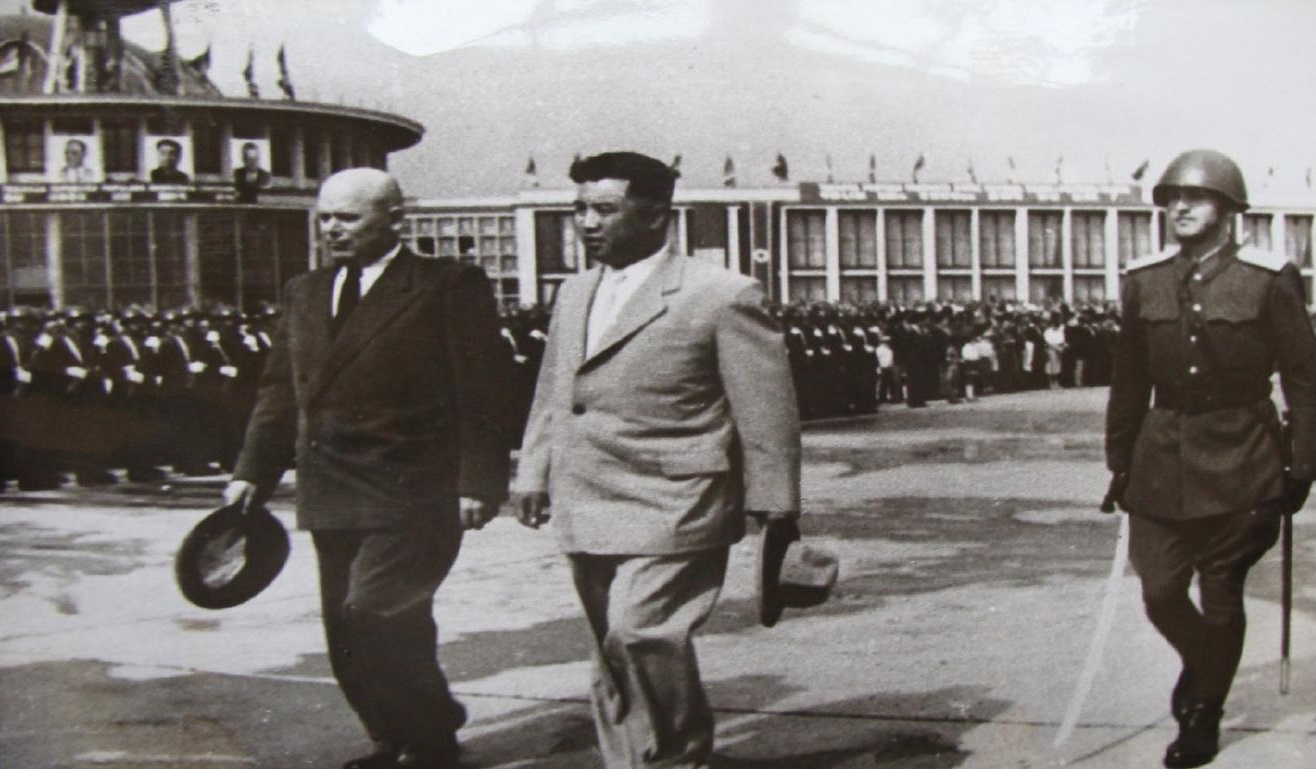
루마니아를 방문한 김일성(1956년)

  - 루마니아를 방문한 김일성(1956년)6월 13일~17일: 루마니아 사회주의 공화국 부쿠레슈티
  - 6월 17일~20일: 헝가리 인민공화국 부다페스트
  - 6월 21일~25일: 체코슬로바키아 프라하
  - 6월 25일~26일: 불가리아 인민공화국 소피아
  - 6월 29일~7월 1일: 알바니아 사회주의 인민공화국 티라나

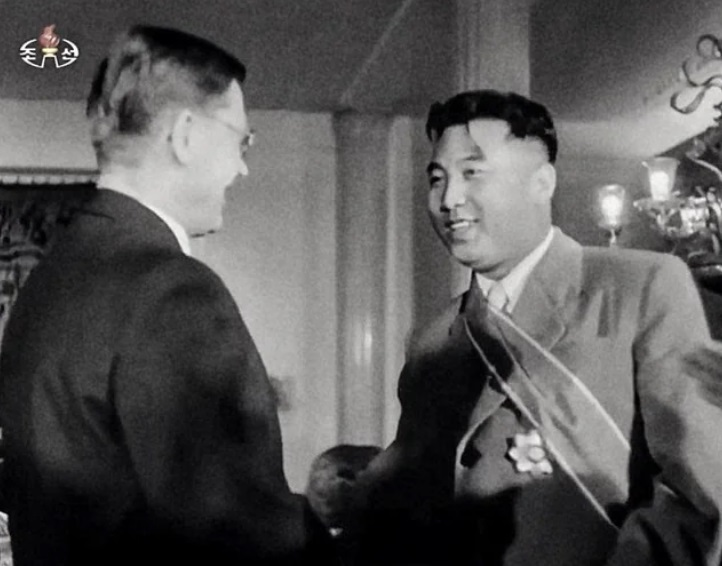
폴란드를 방문한 김일성(1956년)

  - 폴란드를 방문한 김일성(1956년)7월 2일~6일: 폴란드 인민공화국 바르샤바
  - 7월 6일~16일: 소련 모스크바
  - 7월 16일~18일: 몽골 인민공화국 울란바토르
- 1957년: 소련, 모스크바
- 1958년

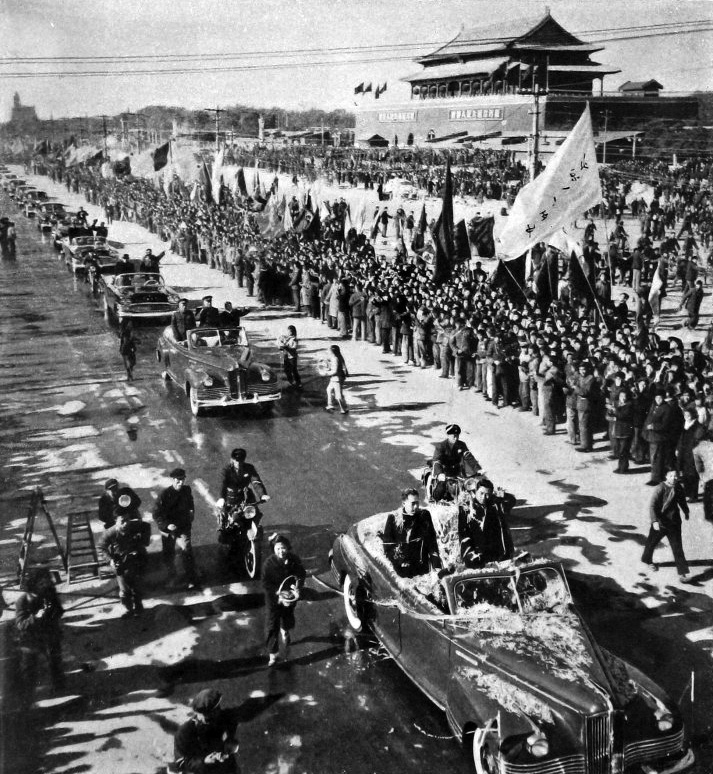
베이징을 방문한 김일성(1958년)

  - 베이징을 방문한 김일성(1958년)11월 21일~28일: 중화인민공화국 베이징시

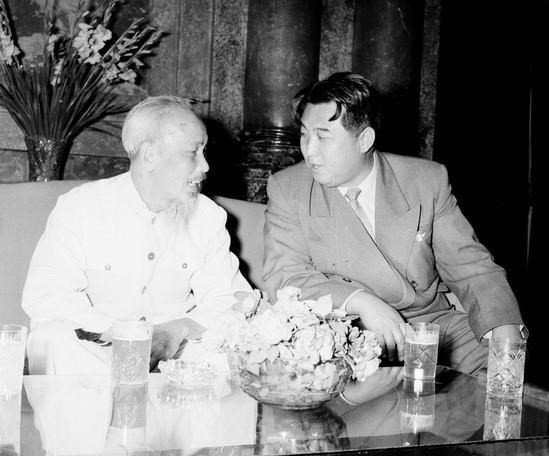
호찌민과 김일성(1958년)

  - 호찌민과 김일성(1958년)11월 28일~12월 2일: 베트남 민주공화국 하노이
- 1959년
  - 1월 14일~2월 6일: 소련 모스크바
  - 10월 1일: 중화인민공화국 베이징시

### 1960년대
- 1961년
  - 3월: 소련 모스크바
  - 7월: 중화인민공화국 베이징시
  - 10월: 소련 모스크바
- 1964년: 베트남 민주공화국 하노이
- 인도네시아 반둥에서 수카르노와 김일성1965년: 인도네시아 반둥

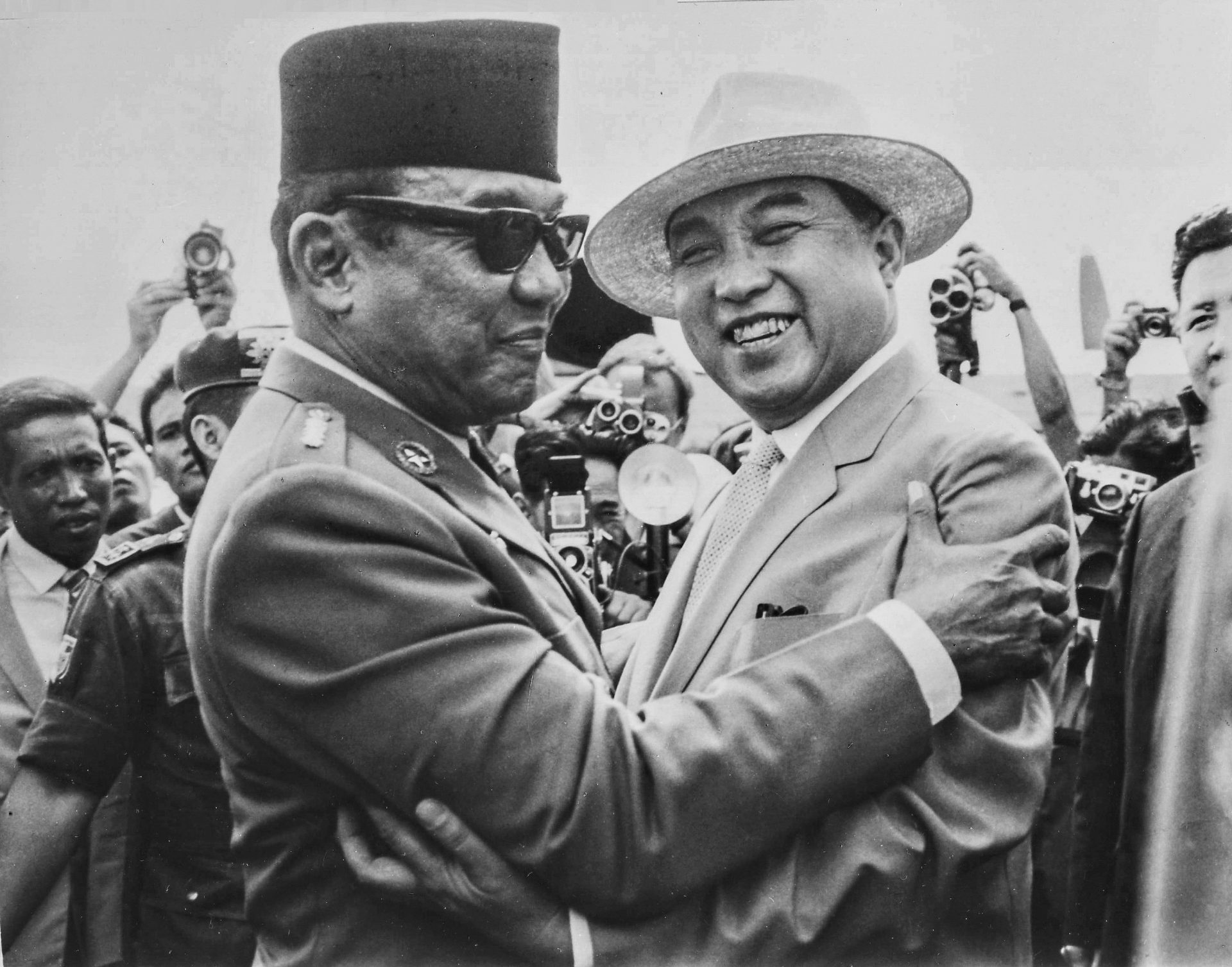
인도네시아 반둥에서 수카르노와 김일성

- 1966년: 루마니아 사회주의 공화국, 부쿠레슈티

### 1970년대
- 김일성과 마오쩌둥 (1970년)1970년: 중화인민공화국 베이징시
- 1975년
  - 4월: 중화인민공화국 베이징시

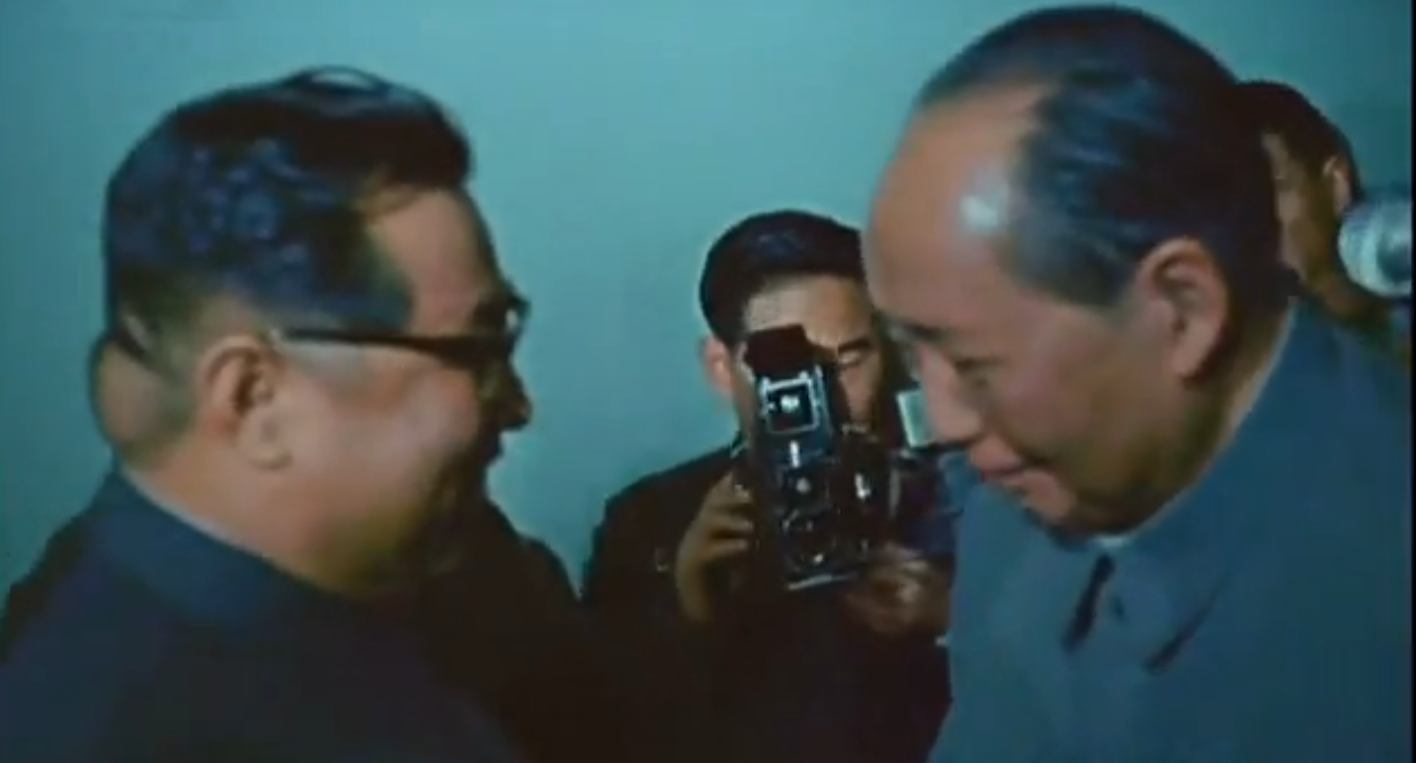
김일성과 마오쩌둥 (1970년)

  - 5월 22-26일: 루마니아 사회주의 공화국 부쿠레슈티
  - 5월 26-30일: 알제리 알제
  - 5월 30-6월 4일: 모리타니 누악쇼트
  - 6월 4-6일: 불가리아 인민공화국 소피아
  - 6월 5-10일: 유고슬라비아 사회주의 연방공화국 류블랴나

### 1980년대
- 1980년
  - 5월 7-9일: 유고슬라비아 사회주의 연방공화국, 베오그라드
  - 5월 9-13일: 루마니아 사회주의 공화국, 부쿠레슈티
- 1982년: 중화인민공화국 베이징시, 청두시
- 1983년: 중화인민공화국 베이징시
- 1984년
  - 5월 16-27일: 소련 모스크바
  - 5월 27-29일: 폴란드 인민공화국 바르샤바
  - 김일성과 에리히 호네커(1984년)5월 29일-6월 4일: 동독 동베를린

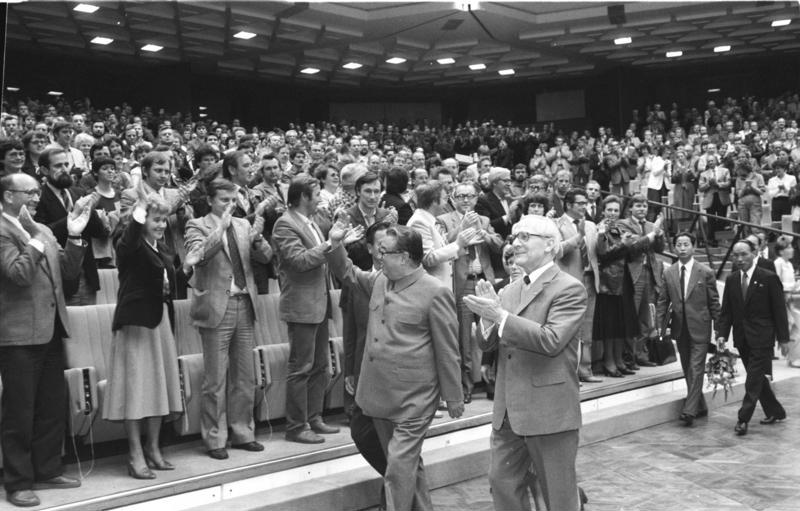
김일성과 에리히 호네커(1984년)

  - 6월 4-7일: 체코슬로바키아 프라하
  - 6월 7-10일: 헝가리 인민공화국 부다페스트
  - 6월 10-15일: 불가리아 인민공화국 소피아
- 1986년: 소련 모스크바
- 1987년: 중화인민공화국 베이징시
- 1988년: 몽골 인민공화국 울란바토르

### 1990년대(1990년~1994년)
- 1991년: 중화인민공화국 베이징시

## 같이 보기
- 조선민주주의인민공화국의 대외 관계
- 김정일의 해외 순방 목록
- 김정은의 해외 순방 목록